# Spickmich
Spickmich (Eigenschreibweise: spickmich) war ein deutsches Soziales Netzwerk für Schüler in Form einer interaktiven Jugendzeitschrift. Sie zählte zu den größten Plattformen für diese Zielgruppe im deutschsprachigen Raum.

## Geschichte

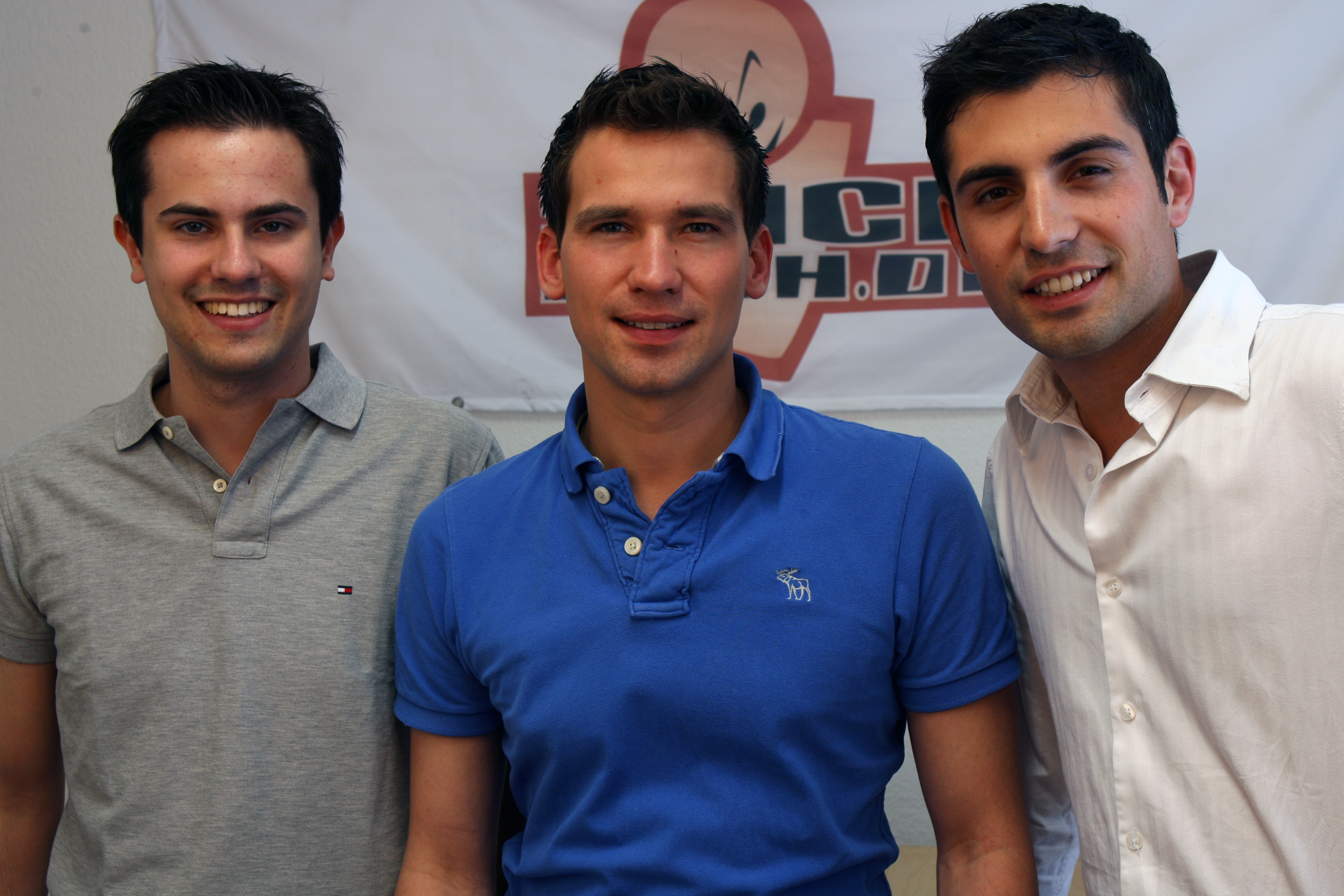
Von Links: Philipp Weidenhiller, Manuel Weisbrod, Tino Keller (2009)

Spickmich wurde im Frühjahr 2007 von den drei Kölner Studenten Tino Keller, Manuel Weisbrod und Philipp Weidenhiller gegründet. Neben den Funktionen eines sozialen Netzwerks konnten Schüler ihre Lehrer und Schulen auf der Seite bewerten. 17 Monate nach der Gründung hatten sich bereits 800.000 Schüler auf spickmich registriert. Die hohe Medienpräsenz steigerte das Interesse von Lehrern und Eltern für die Seite. Zusammen mit steigenden Nutzerzahlen führte dies im April 2008 zum Start von schulradar.de. Schulradar war ein Portal, das Eltern und Lehrern die Möglichkeit gab, die Schulbewertungen von Spickmich einzusehen sowie selbst über die Schulen ihrer Kinder abzustimmen.
Am 12. August 2014 wurde die Website zusammen mit ihrer Schwesterseite Schulradar abgeschaltet. Eine offizielle Begründung wurde nicht abgegeben.

## Lehrerbewertung
Auf dem Portal konnten Schüler anonym verschiedene Eigenschaften eines Lehrers wie fachliche Kompetenz, Motivation, Beliebtheit, Bekleidung, faire Prüfungen oder Auftreten mit Noten von eins bis sechs bewerten. Weder Spaß- und Rachebenotungen, die nach Angaben des Betreibers hätten herausgefiltert werden sollen, noch Bewertungen durch unbeteiligte Dritte konnten verhindert werden. Damit die Noten eines Lehrers auf dem Portal publiziert wurden, mussten mindestens fünf Personen denselben Lehrer benotet haben, ab Frühjahr 2008 waren es zehn.
Über die Lehrerbenotung hinaus gab es auch die Möglichkeit, ganze Schulen in zehn verschiedenen Kategorien zu bewerten. Dazu gehören Kriterien wie technische Ausstattung, Zustand der Gebäude, Stimmung unter den Schülern, Fächerangebote, Schulleitung, Essens- oder Sportmöglichkeiten.

## Kritik
Ab der Gründung des Portals gab es immer wieder Proteste von Lehrern und Lehrerverbänden, ob man Pädagogen öffentlich an den Pranger stellen dürfe. Manche Datenschützer sahen in der Veröffentlichung personenbezogener Daten ohne ausdrückliche Genehmigung eine Verletzung des Datenschutzes und die „Persönlichkeitsrechte der Lehrer nicht ausreichend geschützt.“
Kritik richtete sich außerdem gegen die Art, wie die Bewertung zustande kam. Es konnte jeder anonym und ohne den betreffenden Lehrer zu kennen eine Benotung vornehmen, indem er sich fälschlicherweise als Schüler eintrug. Die Namen der Lehrkräfte wurden von den Schülern eingestellt, weshalb in der Regel eine Lehrkraft in mehreren Schreibweisen erschien, unter denen sie jeweils unterschiedlich „benotet“ wurde. Lehrer konnten sich als vermeintliche Schüler anmelden und sich selbst bewerten. Die Aussagekraft der Bewertungen war daher mit einer Evaluation nicht vergleichbar.

## Rechtsprechung
Am 27. Juni 2007 gab es eine erste Verhandlung vor der 28. Zivilkammer des Kölner Landgerichtes. Eine Lehrerin vom Niederrhein hatte gegen spickmich geklagt, da sie Verletzungen ihres Persönlichkeitsrechts und im Datenschutz sah. Das Kölner Landgericht wies die Klage ab und entschied am 11. Juli 2007 zu Gunsten von spickmich, da „die Benotung von Lehrern vom Grundrecht auf Meinungsäußerung gedeckt“ sei. In der weiteren Begründung des Landgerichtes heißt es, es handele sich bei den Benotungen „nicht um Tatsachenbehauptungen, sondern um Werturteile“. Diese seien zulässig, „solange die Grenze zur Schmähkritik nicht überschritten werde.“ Schüler dürfen, ohne „gegen den Datenschutz oder Persönlichkeitsrechte zu verstoßen“, Lehrer auf spickmich benoten. Eine weitere ähnliche Klage wurde mit einer Entscheidung vom 22. August 2007 ebenfalls zurückgewiesen.
In der mündlichen Berufungsverhandlung vor dem Oberlandesgericht Köln folgten die Richter im Wesentlichen der Argumentation der bestehenden Urteile.
Allerdings erklärte das Gericht, dass eine Grundsatzentscheidung des Bundesgerichtshofes oder des Bundesverfassungsgerichts hilfreich wäre.
Am 30. Januar 2008 wurde die zweite Klage gegen Spickmich abgewiesen. Die Begründung des Gerichtes, das Portal trotz der massiven Bedenken der Datenschützer online zu lassen, verweist darauf, dass
a) die Bewertung bei spickmich keine allgemeine Schmähkritik zulasse, sondern nur die Bewertung in vorgegebenen Kategorien, die an sich nicht ehrenrührig seien;
b) spickmich kein „öffentliches“ Portal sei, weil man sich zur Einsichtnahme anmelden müsse und die Bewertungen der Lehrer nur über die einzelnen Schulen zugänglich seien.
Trotzdem rät das Gericht zu einer höchstrichterlichen Klärung in der Frage.
Am 23. Juni 2009 wurde die Klage gegen Spickmich endgültig vom Bundesgerichtshof höchstrichterlich abgewiesen. Die daraufhin angestrebte Verfassungsbeschwerde der Kläger wurde am 16. August 2010 vom Bundesverfassungsgericht nicht angenommen.